# NGC 2060
NGC 2060 (другое обозначение — ESO 57-EN1) — остаток сверхновой в созвездии Золотая Рыба.
Этот объект входит в число перечисленных в оригинальной редакции «Нового общего каталога».
В 1998 году RXTE и Рентгеновской обсерваторией BeppoSAX у NGC 2060 были обнаружены пульсации. Пульсирующий сигнал расположен в энергетическом диапазоне 2-10 кэВ.